# 張雄飛
張 雄飛（ちょう ゆうひ、生没年不詳）は、モンゴル帝国（大元ウルス）に仕えた漢人の一人。字は鵬挙。沂州臨沂県の出身。

## 概要
張雄飛の父の張琮は金朝に仕えた人物で、金末には家族を許州に残し、河陰の守護を務めていた。幼くして母を亡くした張雄飛は張琮の妾である李氏に育てられたという。モンゴル軍が許州に侵攻した時、張雄飛と李氏は命を奪われる寸前であったが、かつて張琮の配下であった田某が自らの家人であると偽って両名を助けた。この時張雄飛はわずか10歳であったが、モンゴル軍に連れられて北方に移住した。李氏は霍州に至ったところで逃れようとしたが、これを察した張雄飛がしばらくの間側を離れなかったため、遂に逃亡をあきらめて潞州に移住するに至ったという。潞州にて成長して張雄飛は王宝英に学び、金朝の滅亡後は所在のしれなくなった父を求めて各地を転々とした。しかし遂に父を探し当てることはできず、最後には燕京に入ってモンゴル語などを学ぶようになったという。
1265年（至元2年）、廉希憲の推薦を得て第5代皇帝クビライに仕えるようになり、やがて同知平陽路転運司事の地位を授けられた。ある時、江孝卿とともにクビライに招かれた張雄飛は、綱紀粛正のために御史台を建てることを進言した。クビライはこの進言を受け入れて御史台を設立し、タガチャルを御史大夫に、張雄飛を侍御史に任命した。
このころ、参議枢密院事の地位にあった費正寅が狡猾な人物として知られており、ある時費正寅は告発を受けた。そこで張雄飛と中書右丞相のカルジンが審理を担当することとなり、費正寅は寛容な処置を請うたものの、張雄飛はこれを顧みることなく罪を暴き、費正寅は処刑されるに至ったという。
その後、尚書省が設立された時にはこれに反対して左遷され、澧州安撫使に赴任することとなった。このころ、澧州の民は朝廷の支配に反感を抱いていたが、張雄飛が撫民に務めたため、民心は安定したという。また、巨商2人が脱税および殴打の事件を隠匿するために官に賄賂を贈っていたことを知ると、賄賂を受けて無罪にしようとしていた同僚の意見を退け、巨商2人の捕縛に踏み切ったとの逸話がある。
1277年（至元14年）には安撫司が総管府に改められたことに伴い、張雄飛はダルガチとして荊湖北道宣慰使に遷った。このころ、常徳の十余家が徳山寺の僧と組んで反乱を起こそうとしているとの告発があったため、荊湖北道の官たちは出兵を計画していた。しかし、張雄飛は富豪たちを仇とする者による告発ではないかと疑い、出兵の前に調査をさせたところ、張雄飛の推測した通りで出兵はとりやめになったという。またこのころ、湖広地方の征服を担当したエリク・カヤが降3,800戸を自らの家奴としたことが問題となっており、張雄飛はエリク・カヤに直談判しても受け入れられなかったため、朝廷に働きかけて家奴を民に戻させたという。
1279年（至元16年）、御史中丞行御史台事の地位を拝命した。このころ、尚書省の長のアフマド・ファナーカティーがわが子のフセインを江進行省に入れようとしており、張雄飛と対立するであろうことを予想して、張雄飛を陝西漢中道按察使の地位に改めてしまった。ところがそれからまもなくアフマドは暗殺されてしまい、その配下の官僚たちも罷免されてしまったため、張雄飛は中央に召喚されて参知政事に任じられた。アフマドが権勢を振るっていた時期、賄賂政治によって綱紀がゆるみきっていたため、張雄飛は自ら位階を下げることを申し出て範を示し綱紀粛正に取り組んだ。1284年（至元21年）春に尊号を定めるに当たって天下に大赦を行うことが検討されたが、張雄飛は大赦を行うことは「不公平な政治（不平之政）」であると述べて反対した。これを聞いたクビライは「『大猟した後に良き射を見る』『集議した後に良き言を知る』とはこのことだ」と述べて張雄飛の言を受け入れ、大赦の対象を軽い刑に止めたという。
張雄飛は剛直廉慎な人柄で知られ、1286年（至元23年）には燕南河北道宣慰使に再起用されたが、それからまもなく官職に就いたまま死去した。
息子には張師野・張師諤・張師白・張師儼・張師約5人がいた。